# Сумах
Сумах (Rhus L.) — рід невеликих дерев та кущів родини анакардієвих (Anacardiaceae).

## Будова
Сумах — чагарники або невеликі дерева, які можуть досягати висоти 1-10 метрів. Листки розташовані по спіралі. Квіти в щільних мітелках; кожна квітка дуже маленька, зеленувата, молочно-біла або червона, з п'ятьма пелюстками. Плоди утворюють щільні скупчення червонуватих кістянок.
Сумах поширюється як насінням (птахами та іншими тваринами через їхній послід), так і новими пагонами з кореневища, що утворюють великі колонії.

## Поширення та середовище існування
В Україні ростуть: сумах волосистий або оцтове дерево (Rhus hirta (L.) Sudw. — Rhus typhina Torn.); сумах дубильний (Rhus coriaria L.) — росте на сухих, кам'янистих схилах, особливо лупаках, цінна чинбарна та фарбувальна рослина, декоративний кущ. Багато видів сумаху культивують як декоративні: сумах яванський (Rhus javanica L.) та ін.

## Практичне використання
Сумах або Сумак — спеція з мелених ягід одного з видів сумаха червонувато-бордового кольору з кислим смаком. Застосовується в турецькій кухні для заправки салатів, на Кавказі — для маринування шашлика.

## Види
Налічує понад 50 видів квіткових рослин. Поширений у субтропічних та помірних регіонах — у Євразії, північно-західній Африці, північно-східній Австралії, Північній Америці, Центральній Америці:
1. Rhus allophyloides Standl.
2. Rhus amherstensis W.W.Sm.
3. Rhus andrieuxii Engl.
4. Rhus aromatica Aiton
5. Rhus arsenei F.A.Barkley
6. Rhus bahamensis G.Don
7. Rhus barclayi (Hemsl.) Standl.
8. Rhus caudata Lauterb.
9. Rhus chinensis Mill.
10. Rhus chondroloma Standl.
11. Rhus choriophylla Wooton & Standl.
12. Rhus ciliolata Turcz.
13. Rhus copallinum L.
14. Rhus coriaria L.
15. Rhus dhuna Buch.-Ham. ex Hook.f.
16. Rhus duckerae F.A.Barkley
17. Rhus galeottii Standl.
18. Rhus glabra L.
19. Rhus hartmanii F.A.Barkley
20. Rhus hypoleuca Champ. ex Benth.
21. Rhus integrifolia (Nutt.) Benth. & Hook.f. ex W.H.Brewer & S.Watson
22. Rhus jaliscana Standl.
23. Rhus kearneyi F.A.Barkley
24. Rhus lamprocarpa Merr. & L.M.Perry
25. Rhus lanceolata (A.Gray) Britton
26. Rhus lenticellosa Lauterb.
27. Rhus lentii Kellogg
28. Rhus linguata Slis
29. Rhus michauxii Sarg.
30. Rhus microphylla Engelm.
31. Rhus muelleri Standl. & F.A.Barkley
32. Rhus nelsonii F.A.Barkley
33. Rhus oaxacana Loes.
34. Rhus ovata S.Watson
35. Rhus pachyrrhachis Hemsl.
36. Rhus palmeri Rose
37. Rhus potaninii Maxim.
38. Rhus punjabensis J.L.Stewart ex Brandis
39. Rhus rubifolia Turcz.
40. Rhus sandwicensis A.Gray
41. Rhus schiedeana Schltdl.
42. Rhus schmidelioides Schltdl.
43. Rhus standleyi F.A.Barkley
44. Rhus taishanensis S.B.Liang
45. Rhus taitensis Guill.
46. Rhus tamaulipana B.L.Turner
47. Rhus teniana Hand.-Mazz.
48. Rhus tepetate Standl. & F.A.Barkley
49. Rhus terebinthifolia Schltdl. & Cham.
50. Rhus trilobata Nutt.
51. Rhus typhina L.
52. Rhus vestita Loes.
53. Rhus virens Lindh. ex A.Gray
54. Rhus wilsonii Hemsl.

## Галерея

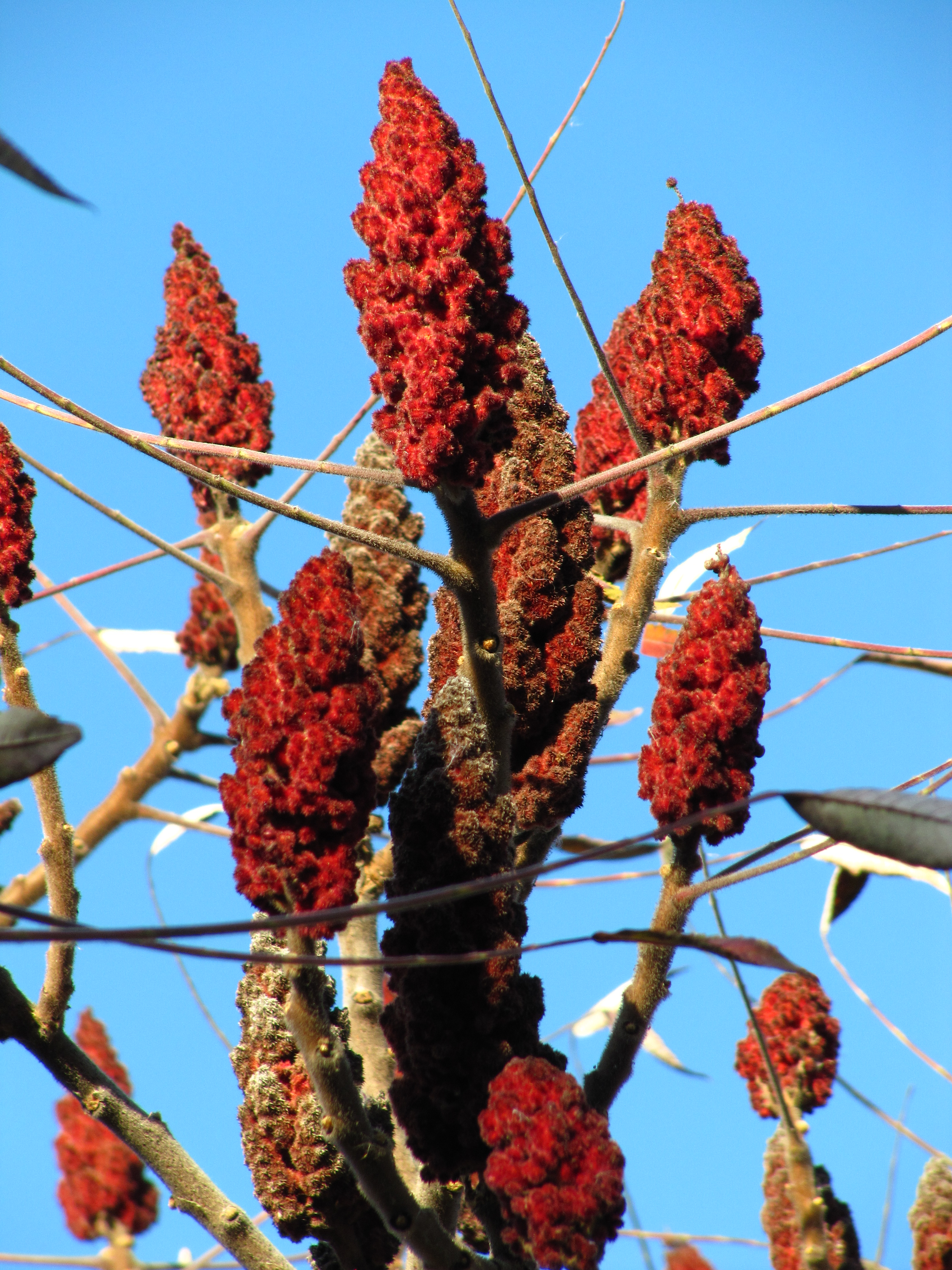
Сумах в листопаді в Миргороді.
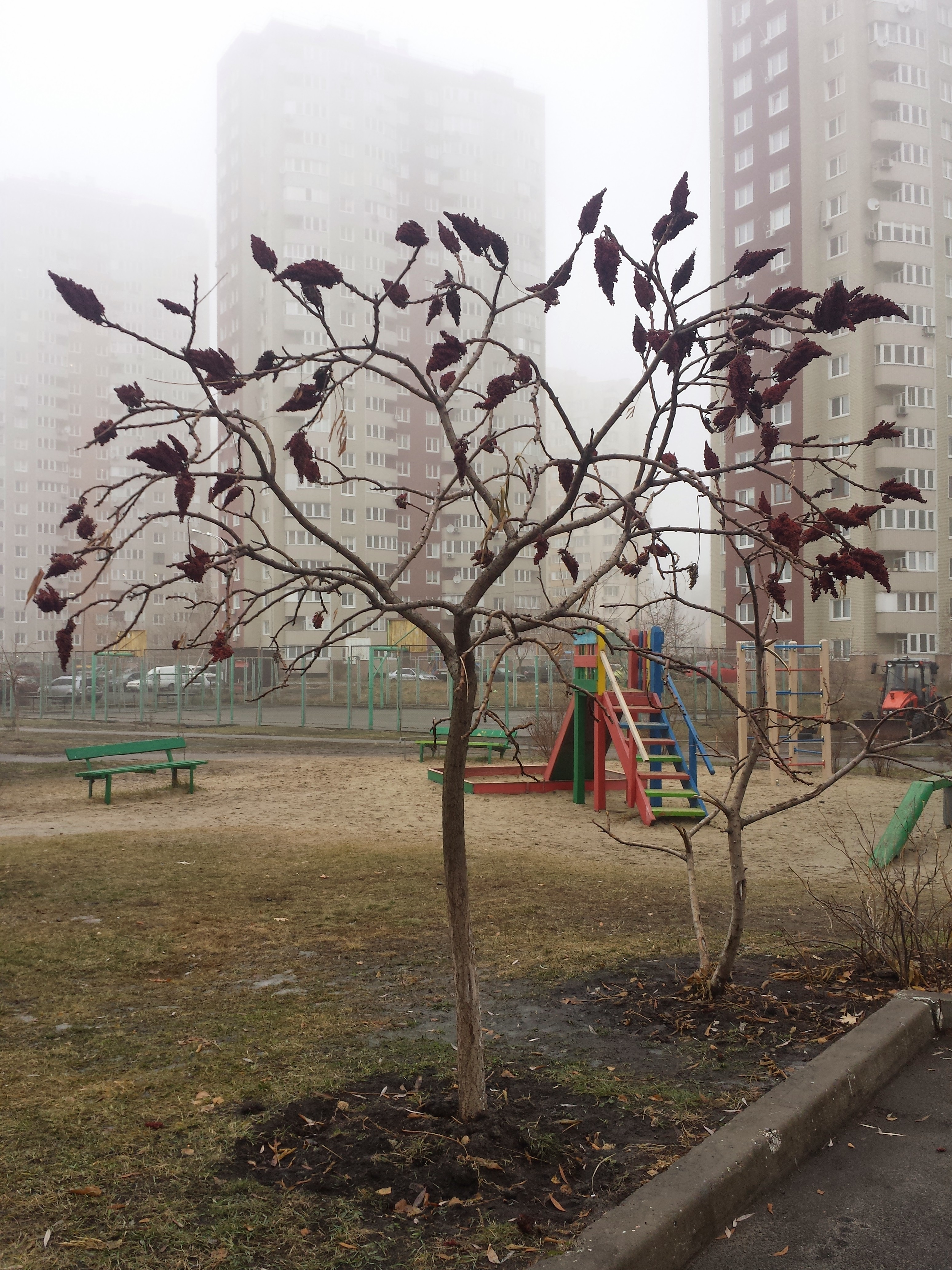
Сумах взимку на Позняках (район Києва)